# Genmei
Keizer Genmei (元明天皇, Genmei-tennō, 661-722), of Gemmei, was de 43e keizer van Japan, volgens de traditionele opvolgvolgorde.
Genmei was de vijfde vrouw met de titel van Keizer.
Ze was de dochter van keizer Tenji, de vrouw van Kusakabe (zoon van keizer Tenmu en keizerin Jito) en moeder van keizer Monmu en keizerin Gensho.
Genmei werd regentes van Monmu na de dood van ex-keizerin Jito in 703. Na de dood van Monmu werd ze zelf tenno. In 715 deed ze troonsafstand ten gunste van haar dochter Gensho, maar ze hield grote invloed tot aan haar dood.
Het bekendste wapenfeit van Genmei's regering is de vestiging van een nieuwe hoofdstad, Heijō, beter bekend onder de latere naam Nara. Hierheen verhuisde de keizerlijke hofhouding in 710, en daarmee begon de zogenaamde Naraperiode in de Japanse geschiedenis.
* Regent Jingu staat niet op de traditionele lijst.